# کالمت
کالمت (به لاتین: Kallmet) یک منطقهٔ مسکونی در آلبانی است که در شهرستان لژه واقع شده‌است.